# 서프라이즈 음반
서프라이즈 음반(영어: Surprise album)은 사전 발표나 마케팅, 홍보가 거의 없는 채로 발매한 음반을 일컫는 말이다. 이러한 전략은 일반적으로 싱글, 뮤직비디오, 투어, 선공개 등의 형태로 몇 주 혹은 몇 달 동안 홍보 및 광고를 내보내는 일반적인 음반 발매 방식과 대비대는 형식으로, 보통 발매되는 서프라이즈 음반은 정식 발매이다. 이런 방법은 2000년대 잠깐 인터넷에서 음반을 유출하는 행위가 유행하였기 때문에 생겨났다.

## 역사

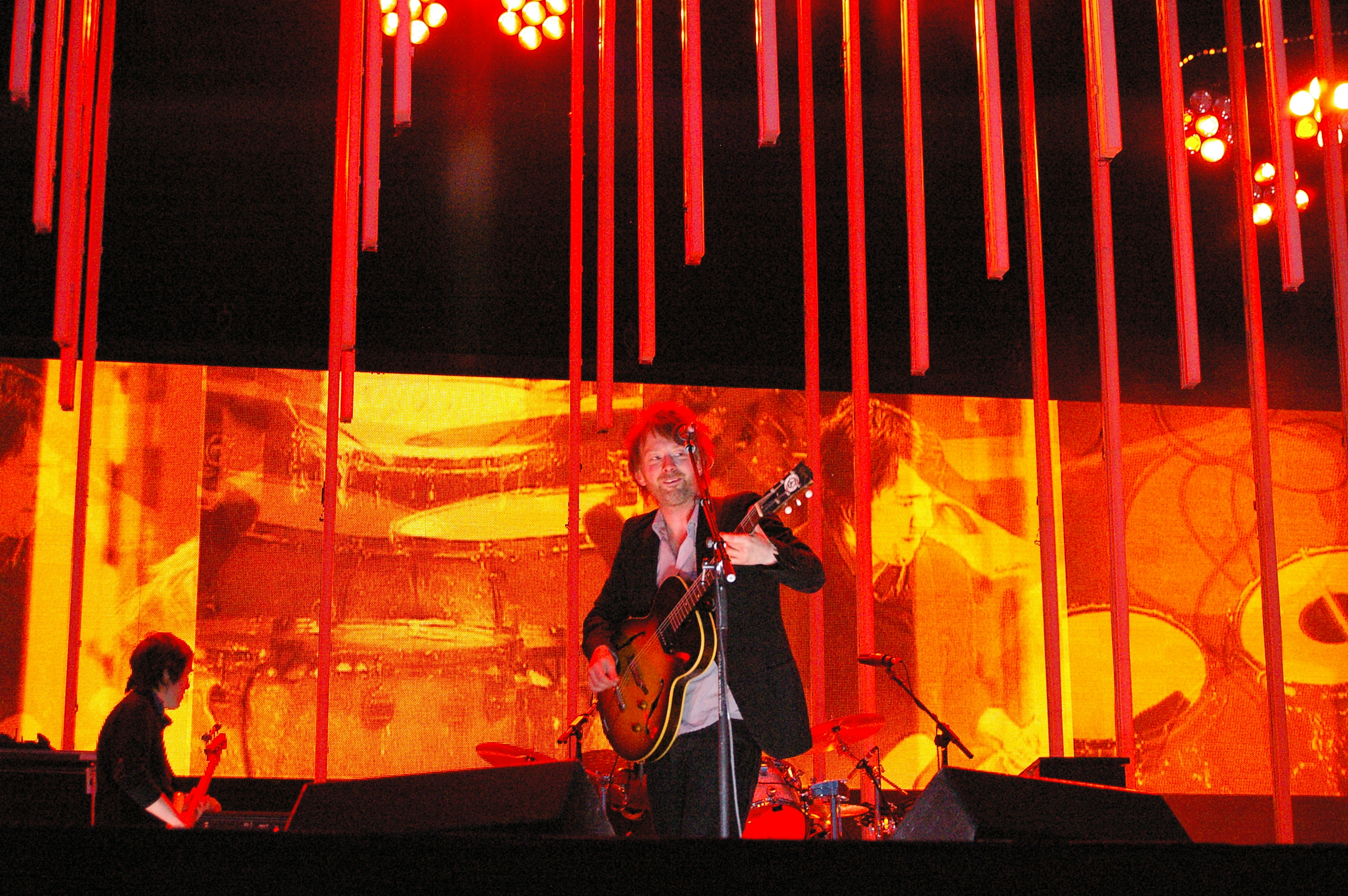
2007년 발매한 《In Rainbows》의 투어에서의 라디오헤드

보통 서프라이즈 음반의 효시는 영국의 록 밴드인 라디오헤드가 2007년 발표한 정규 음반 《In Rainbows》로 보고있다. 발매 직후 라디오헤드의 베이스 연주자인 콜린 그린우드는 밴드가 음악을 발견하기 위한 도구로 인터넷에서의 인기를 증가시키는 것, 보통 사람들이 사용하는 발매나 홍보를 일절 하지 않는 것, 레코드 레이블과 계약을 맺지 않는 것, 무언가 특별하고 희귀한 것, 자신의 음악을 전 세계에 있는 청취자들에게 직접 방송하는 것에 대한 관심 등등이 서프라이즈 음반 발매의 동기가 되었다고 밝혔다. 깜짝 발매는 발매 전 인터넷에 음원이 유출되는 사태도 막을 수 있었다. 또한 《In Rainbows》는 무료로 음악을 다운 가능하게 하며, 자기가 원하는 가격으로 음반을 구매하는 페이왓유원트(pay-what-you-want)라는 방식을 도입하기도 하였다.
미국의 밴드 나인 인치 네일스는 2007년 인터스코프 레코드와의 관계를 끝낸 뒤 2008년 《Ghosts I–IV》와 《The Slip》을 독자적으로 발매하였다. 두 음반 모두다 무료로 발매되었으며,(고품질 디지털이나 실제 음반을 구매하기 위해선 돈을 지불해야 함) 크리에이티브 커먼즈 라이선스로 발매되어 팬들이 원하는 대로 새로운 음악으로 편집하거나 리믹스할 수 있게 하였다. 나인 인치 네일스의 매니저인 짐 게리노트는 사전 발표 없이 음반을 발매하는 것은 유출을 사전에 방지하고 마케팅을 통제하기 위한 것이었다며 "인터넷 검색은 싱글이나 음반이 아니라 음원 유출로 정점을 찍는다. 음반이 나오고 난 뒤엔 이미 끝이 나있다."고 말하였다.
2011년, 미국의 래퍼 제이Z와 카니예 웨스트의 컬래버레이션 음반인 《Watch the Throne》은 가짜 발매일로 광고를 하면서 부분적으로 유출을 막기 위해 노력하였다. 이 전략은 가수인 프랭크 오션이 두 번째 음반인 《Channel Orange》를 공개일보다 일주일 일찍 깜짝 발매하는 것에 영감을 주었다.

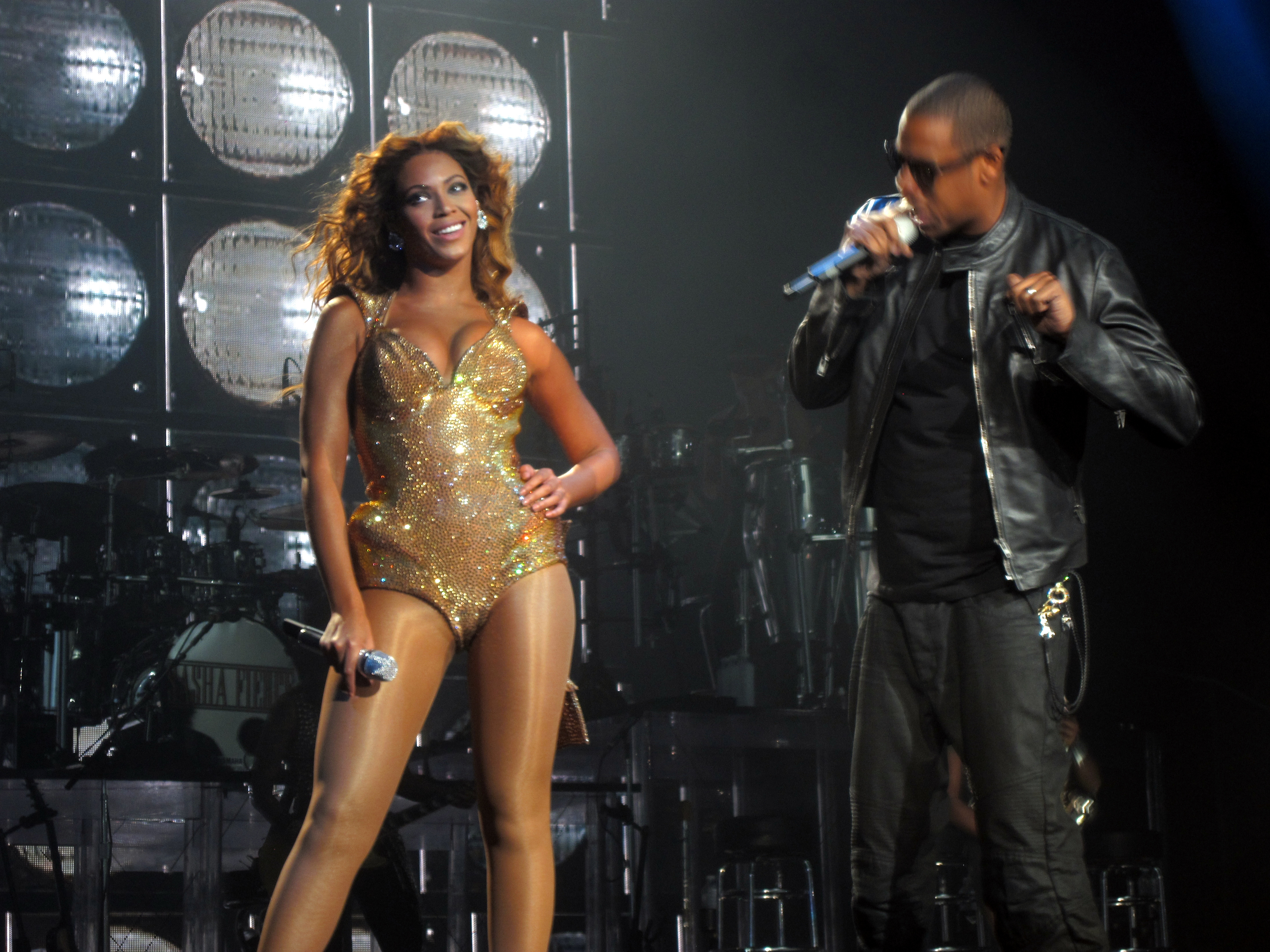
비욘세와 제이Z는 깜짝 발매를 자주 하는 것으로 유명하다

제이지와 아내인 비욘세는 자주 솔로나 컬래버레이션 작품의 발매를 깜짝 발매하는 전략을 자주 사용하는 것으로 유명하다. 비욘세의 2013년 음반인 《Beyoncé》는 《In Rainbows》에 이어 두 번째로 사람들에게 인정 받은 서프라이즈 음반이 되었다. 벌처의 할리 브라운은 "비욘세가 스스로 만든 비주얼 음반이 2013년 12월 목요일 자정 아이튠즈 스토어에 크리스마스의 기적처럼 깜짝 등장한 이후, 음반 발매 방법에 대한 규칙이 말 그대로 하룻밤 만에 수정되었다."고 말했다. 비욘세는 2016년 후속 음반인 《Lemonade》의 발매 형식도 조정하였다. 이후 제이지는 2017년 깜짝 음반으로 《4:44》를 발매하였다. 이듬해 비욘세와 제이지가 같이 활동하는 그룹 카터스의 음반 《Everything Is Love》를 깜짝 발매하였다.
일부 서프라이즈 음반은 논란을 일으키기도 하였다. 2014년 아일랜드의 록 밴드인 U2는 애플과 제휴를 맺어 아이튠즈 스토어를 통해 13번째 정규 음반인 《Songs of Innocence》를 돈을 들이지 않은 채 5억 명의 사람들에게 발매하였다. 이 음반은 아이튠즈에 있는 사용자의 음악 라이브러리에 자동으로 추가되었고, 자동 다운로드가 활성화되어 있는 사용자의 경우에는 전자 기기에 자동으로 음반이 다운되는 경우가 만들어졌다. 많은 사용자들이 이 음반을 원하지 않았고 발매 몇 달 후에도 단말기에서 음반을 삭제할 수 없었다. 컨시퀀스 오브 사운드의 한 편집자는 "U2와 애플의 이러한 행위는 야심찬 사고로 보았을 땐 인정받을 만 하지만, 밴드의 팬들과의 관련성을 과대평가했고, 많은 사람들에게 자동 다운로드된 것이 사생활 침해가 되었다."고 언급하였다.
2016년 미국의 리듬 앤 블루스 가수 프랭크 오션이 데프 잼 레코딩스와의 계약을 성사시키기 위하여 비주얼 음반인 《Endless》를 발매하였고, 며칠 후 애플뮤직에서 《Blonde》를 발매했다. 프랭크 오션이 데프 잼을 떠난 행위는 서프라이즈 음반 발매와 독점적인 디지털 발매로 이어졌다. 익명의 데프 잼 직원은 당시 버즈피드에 "개별 스트리밍 플랫폼에 음반을 장기적으로 공개하는 것은, 아티스트에게도 좋지 않고, 팬들에게도 좋지 않으며, 관련자 모두에게 상업적인 수익이 없어진다는 것이 우리의 견해이다"라고 밝혔다. 2019년까지 벌처와 더 뮤직 네트워크는 과연 서프라이즈 음반의 발매가 인기와 효과 면에서 최고조에 달했는가에 대해 의문을 제기하는 사설 기사를 냈다.2020년에는 미국의 싱어송라이터인 테일러 스위프트가 자신의 8번째 음반인 《Folklore》를 음반 발매를 단 16시간 앞둔 시간에야 발표하였고, 발매 후 일반인들뿐만 아니라 음악계에 많은 놀라움을 자아냈다. 《Folklore》는 코로나19 범유행이 진행되는 기간 동안 완전히 비밀리에 작업됐다. 스위프트 음반사인 리퍼블릭 레코드는 출시 몇 시간 전에야 이 작업물에 대해 알게 되었다. 롤링 스톤의 엘리어스 라이트는 스위프트는 원래의 음반 발매 주기를 선호하였고, 주요 음반 작가들 사이에서 보기 드문 사람이라고 평이 나있었으나 이번 음반의 발매로 새로운 시대의 음악가들이 음악을 꾸준히 발매하고 갑작스러운 상황에도 빠르게 적응할 수 있도록 노력한다고 언급하며, 이전엔 정해진 스케줄에 맞춰 진행하는 것이 음악 산업의 성공의 전부였다면, 이제는 속도가 더 중요해졌다고 말했다. 이후 테일러 스위프트는 같은 해 12월 《folklore》의 자매 프로젝트인 정규 9집 《Evermore》를 다시 한 번 기습적으로 발매하였다.

## 반응
DIY의 레이철 핀은 서프라이즈 음반이 너무 흔해져서 놀라움을 금할 수 없을 정도지만, "서프라이즈 음반은 아티스트들에게 정말로 영향을 미치고, 음악이 발매되는 방식에 대한 통제력을 유지할 수 있게 해주고, 음반이 유출되는 걸 쉽게 차단할 수 있고, 정해져 있는 스케줄에 딱딱 맞추어야 하는 곳에서 나와 음악이 자신을 대변하도록 한다."고 말했다. 기업가이자 프리랜서 작가인 코트니 하딩은 이런 방식은 아티스트들에게 더 많은 유연성을 주지만, 이 전략은 일반적으로 유명한 아티스트들만이 성과를 낼 수 있으며, 음반이 특정 스트리밍 서비스에만 독점될 경우엔 문제가 될 수 있다고 말했다. 컨시퀀스 오브 사운드에서는 많은 유명 아티스트들이 서프라이즈 음반을 발매하거나 시도했지만, 《In Rainbows》에 견주거나 혹은 그 이상의 것을 보여주는 음반은 거의 없었다고 썼다. 링거의 린제이 졸라즈는 음악 전문 기자들이 이전에 발표된 음반을 칭하기 위해 "서프라이즈 음반"이라는 단어를 남용함에 따라 그 진짜 뜻이 희석되고 있다고 비판하였다. 졸라즈는 다음과 같이 말했다.
'서프라이즈 음반'은 트위터의 트윗을 볼 때마다 보일 정도로 보편적인 용어가 되었고, 의미도 더욱 모호해졌다. (지난 달 시카고 트리뷴은 드레이크가 이전에 정확한 발표일을 알려주지 않고, 2년 간의 기간 중 자신이 좋을 때 발매한 음반 《Views》에도 서프라이즈 음반이라는 단어를 사용하였다.) 하지만 이 것이 좀 더 정확한 곳에 사용되었을 때에도, 약간 이상해지고 있다. 리한나의 《Anti》도 서프라이즈 음반이긴 하나, 비욘세의 《Lemonade》처럼 음반을 발매할 것이라는 힌트를 지속적으로 주었다.

## 서프라이즈 음반 목록
- 라디오헤드 - 《In Rainbows》(2007)[2][1][4]
- 나인 인치 네일스 - 《Ghosts I–IV》와 《The Slip》(2008)[6][7]
- 프랭크 오션 - 《Channel Orange》(2012)[8][2]
- 비욘세 - 《Beyoncé》(2013)[4][8]
- U2 - 《Songs of Innocence》(2014)[4][8]
- 드레이크 - 《If You're Reading This, It's Too Late》(2015)[18][19]
- 비욘세 - 《Lemonade》(2016)[1][8]
- 에미넴 - 《Kamikaze》(2018)[20][21][22]
- 에미넴 - 《Music to Be Murdered By》(2020)[23]
- 차일디시 감비노 - 《Donald Glover Presents / 3.15.20》(2020)[24][25]
- 드레이크 - 《Dark Lane Demo Tapes》(2020)
- 테일러 스위프트 - 《Folklore》(2020)[26][27][28]
- 테일러 스위프트 - 《Evermore》(2020)[15]

## 같이 보기
- 히든 트랙